# Rhacophorus everetti
Rhacophorus everetti är en groddjursart som beskrevs av George Albert Boulenger 1894. Rhacophorus everetti ingår i släktet Rhacophorus och familjen trädgrodor. IUCN kategoriserar arten globalt som nära hotad. Inga underarter finns listade i Catalogue of Life.